# Zosterops maderaspatanus

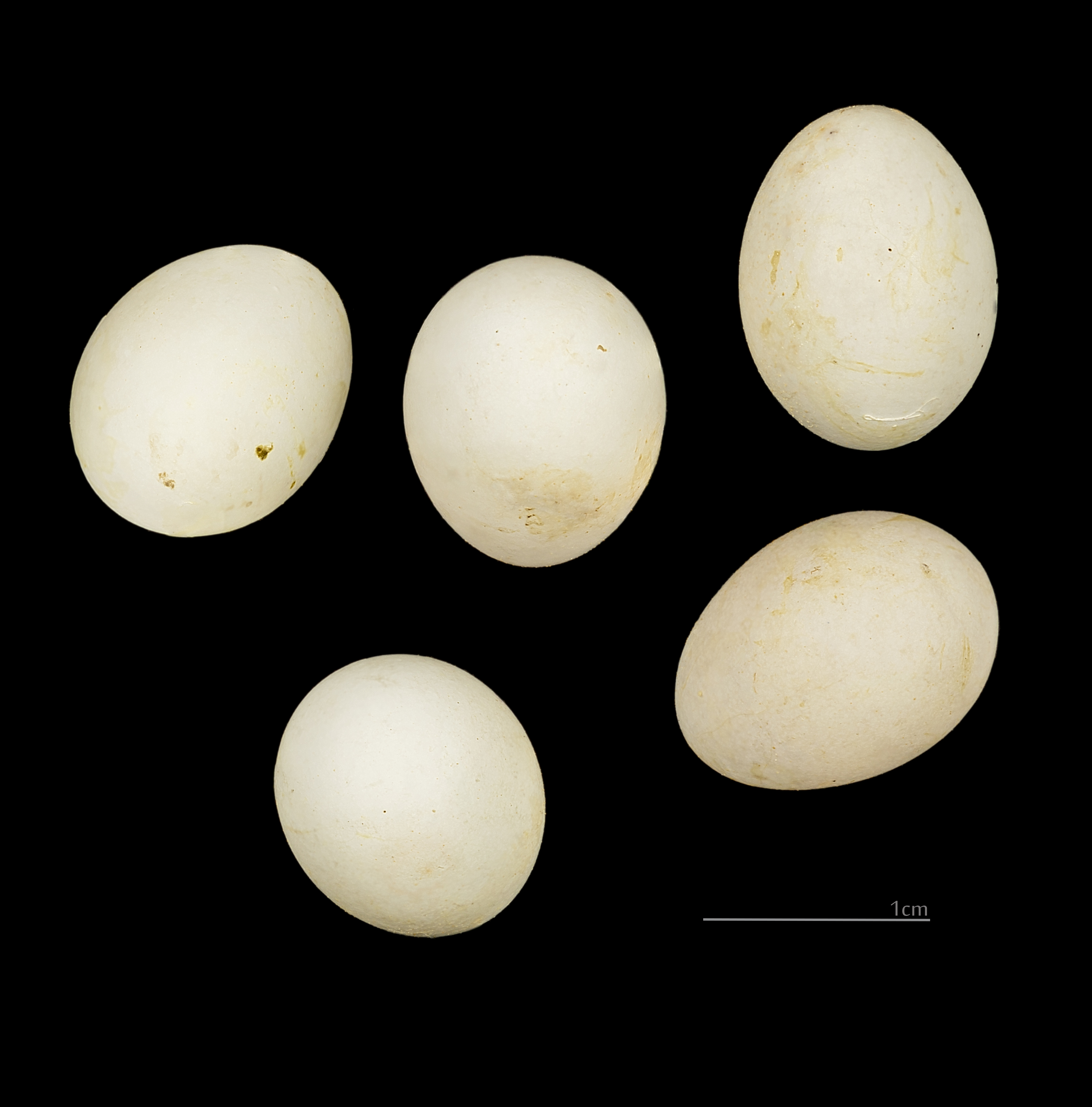
Zosterops maderaspatanus

Zosterops maderaspatanus là một loài chim trong họ Zosteropidae.